# 井上宝
井上 宝（いのうえ たから、1994年2月16日 - ）は、日本の男性声優。東京都出身。BLACK SHIPジュニア所属。

## 略歴
幼稚園児から小学4年生までピアノ教室に通っていた。
J.ボイスタレント・プロフェッショナルスクールにて準預かり合格となり、アクロスエンタテインメントに所属。2024年8月1日付でBLACK SHIPに移籍。

## 人物
特技にはリンボーダンス、趣味には歌をそれぞれ挙げている。剣道一級を持っている。
専門学校の同期には土岐隼一がいる。

## 出演

### テレビアニメ
2016年
- モブサイコ100（2016年 - 2022年、生徒、新肉改部員C） - 2シリーズ

2017年
- 政宗くんのリベンジ（2017年 - 2023年、体育教師、男子生徒、スキンヘッド、オーナー、医師 他） - 2シリーズ
- 王室教師ハイネ（王室教師）

2018年
- PERSONA5 the Animation（2018年 - 2019年、秀尽生徒C、通行人A） - 1シリーズ + 特別編
- ハッピーシュガーライフ（高校生、黒川かい）
- 悪偶 -天才人形-（不良A）
- カードファイト!! ヴァンガード（光弾爆撃のワイバーン）

2019年
- 鬼滅の刃
- ダイヤのA actII（2019年 - 2020年、阿部佑介）
- キャロル&チューズデイ（ヤンキーB）
- ギヴン（男子学生A）
- 厨病激発ボーイ（スタッフ）
- アサシンズプライド（村人）

2020年
- ランウェイで笑って（男子生徒B）
- ハイキュー!! TO THE TOP（当間義友）

2021年
- 灼熱カバディ（石田彰成）
- ぐんまちゃん（2021年 - 2023年、鏡1、警官、黒ハニワ） - 2シリーズ
- 世界最高の暗殺者、異世界貴族に転生する（国境警備隊員）

2022年
- ヴァニタスの手記（狩人A）

2023年
- 文豪ストレイドッグス（兵士F）
- Helck（アイス屋）
- 名探偵コナン（巡査）

2024年
- 異世界でもふもふなでなでするためにがんばってます。（教師）
- 火狩りの王（少年工）
- 青の祓魔師（2024年 - 2025年、屍人、祓魔師） - 2シリーズ
- 刀剣乱舞 廻 -虚伝 燃ゆる本能寺-（黒田長政）

2025年
- るろうに剣心 -明治剣客浪漫譚- 京都動乱（志々雄の部下、町人）
- Sランクモンスターの《ベヒーモス》だけど、猫と間違われてエルフ娘の騎士として暮らしてます（エルフ）
- 中禅寺先生物怪講義録 先生が謎を解いてしまうから。（マスター）
- 小市民シリーズ（男子）
- 勇者パーティーを追放された白魔導師、Sランク冒険者に拾われる 〜この白魔導師が規格外すぎる〜（通行人、騎士）

### 劇場アニメ
- 映画 妖怪ウォッチ 空飛ぶクジラとダブル世界の大冒険だニャン!（2016年、人々）
- 映画 妖怪ウォッチ シャドウサイド 鬼王の復活（2017年、不良C）
- デジモンアドベンチャー tri. 第6章「ぼくらの未来」（2018年）
- 映画 妖怪学園Y 猫はHEROになれるか（2019年）
- ぼくらの7日間戦争（2019年、男子1）

### OVA
- ギヴン うらがわの存在（2021年、男子生徒A） - コミックス第7巻DVD付き限定版

### ゲーム
2016年
- シノビナイトメア
- 彗星のアルナディア（ラーゾフ）
- ポイッとヒーロー
- ロストレガリア（フット）

2017年
- CARAVAN STORIES
- 黒騎士と白の魔王（ハイランダー）
- DYNAMIC CHORD feat. apple-polisher（小笠原虎雄）

2018年
- モンスターハンター：ワールド（陽気な推薦組）

2019年
- ゴーストリコン ブレイクポイント（チームメイト/ヴォーン 他）

2020年
- ラストピリオド -終わりなき螺旋の物語-（アーベント）
- ソードアート・オンライン アリシゼーション リコリス

2021年
- 鬼滅の刃 ヒノカミ血風譚

2024年
- メタファー：リファンタジオ

2025年
- 逆転オセロニア（ダンテ）

### ドラマCD
- 星とハリネズミ[26]

### デジタルコミック
- 終わる世界でキミに恋する
- 魔剣使いの元少年兵は、元敵幹部のお姉さんと一緒に生きたい（2022年、レイド、猪魔族、ナレーション[27]）
- 今日も明日も、君と（2022年、嶋直己、ナレーション）[28]

### 吹き替え

#### 映画
- ファイヤー・ウィズ・ファイヤー 炎の誓い（カルヴァン、職員、タクシー運転手）
- コップ・ベイビー（ロシア語版）

#### アニメ
- レゴ シティ アドベンチャーズ（英語版）（ホアキン、囚人）

### 朗読劇
- さんたく!!! 朗読部 第一回公演『羊たちの標本』（2019年3月2日・3日、東京芸術センター 天空劇場）[29]
- 文豪、そして殺人鬼（2019年6月30日、サンリオピューロランド）[30]
- てだれもんら（2019年11月23日・24日、多摩永山情報教育センター）[31]

### シリーズ一覧
1. ↑  第1期（2016年）、第3期『III』（2022年）
2. ↑  第1期（2017年）、第2期『R』（2023年）
3. ↑  テレビシリーズ（2018年）、特番『Stars and Ours』（2019年）
4. ↑  シーズン1（2021年）、シーズン2（2023年）
5. ↑  第3期『島根啓明結社篇』（2024年）、第4期『終夜篇』（2025年）